# 신주쿠양산박
신주쿠양산박(일본어: 新宿梁山泊 신쥬쿠료잔파쿠[*])은 일본의 극단이다.
1987년 대표 김수진(金守珍)에 "배우 중심 극단"이라는 구호로 결성되었다. 극단 이름은 중국 소설 『수호전』에서 협객들이 모여든 양산박과 카라 쥬로가 언더그라운드 연극을 시작한 곳이 신주쿠였던 것에서 유래했다.